# Ponor (Republika Serbska)
Ponor (cyr. Понор) – wieś w Bośni i Hercegowinie, w Republice Serbskiej, w mieście Sarajewo Wschodnie, w gminie Pale. W 2013 roku liczyła 15 mieszkańców.